# The Country Doctor (pel·lícula de 1909)
The Country Doctor és una pel·lícula muda de la Biograph dirigida per D. W. Griffith i protagonitzada per Frank Powell, Florence Lawrence i Gladys Egan. Filmada als estudis de la Biograph a Nova York i a Greenwich (Connecticut), entre el 29 de maig i el 7 de juny de 1909, es va estrenar el 8 de juliol de 1909. Es considerada per diferents crítics com la primera obra mestra de Griffith.

## Argument
El Dr. Harcourt té una sola filla i un dia, després de passejar pel camp cau malalta. Els pares estan angoixats però en aquell moment es presenta una mare pobra sol·licitant que vagi a casa seva ja que la seva filla està molt malalta. Els metge deixa la seva filla per complir amb el seu deure. Més tard, en veure la seva dona que la nena cada cop està pitjor enviar una criada a buscar-lo però aquest, davant la gravetat de l’altre pacient, ignora la petició de tornar a casa fins que s’assegura que la noia es salvarà. En arribar a casa descobreix que la seva filla ha mort.

## Repartiment
- Frank Powell (Doctor Harcourt)
- Florence Lawrence (Mrs. Harcourt)
- Gladys Egan (filla)
- Kate Bruce (mare pobre)
- Adele DeGarde (noia malalta)
- Rose King (criada)
- Mary Pickford (germana de la noia malalta)